# Haliartus centralis
Haliartus centralis är en insektsart som först beskrevs av Gerstaecker 1895.  Haliartus centralis ingår i släktet Haliartus och familjen Tropiduchidae. Inga underarter finns listade i Catalogue of Life.